# Silent Machine
| Оценки критиков | Оценки критиков |
| Источник        | Оценка          |
| --------------- | --------------- |
| MetalSucks      | [ 1 ]           |
| Sputnikmusic    | [ 2 ]           |

Silent Machine - первый полноформатный альбом Австралийской группы Twelve Foot Ninja. Он был выпущен на лейбле: Volkanik Music 13 ноября, 2012.
Этот альбом принес группе несколько наград, в том числе "Best New Talent" на церемонии вручения премии Golden Gods Awards 2014 (единственной американской премии в области тяжелой музыки)
Группа использует множество разных инструментов, некоторые партии исполнены на акустической гитаре. "Coming for you', является ведущим синглом на этой пластинке. Общая продолжительность альбома составляет 42:87.
Критиками альбом Silent Machine был принят высокими оценками. Музыкальный критик журнала "Station Waves" прокомментировал альбом и группу:"Twelve Foot Ninja, без сомнения, лучшая новая группа, которую я слышал за долгое-долгое время. Недавно я услышал по радио новый сингл с их второго, готовящегося к выходу альбом". "Silent Machine представляет нам серию песен, в которых сочетаются лучшие элементы последних музыкальных тенденций таким образом, что это не похоже на месиво'- прокомментировал критик журнала "Silent Waves" Джеймс Маккроу, в своей рецензии на альбом Silent Machine, Twelve Foot Ninja.

## Список композиций
| №   | Название             | Длительность |
| --- | -------------------- | ------------ |
| 1.  | «Coming for You»     | 3:07         |
| 2.  | «Kingdom»            | 3:43         |
| 3.  | «Mother Sky»         | 4:18         |
| 4.  | «Shuriken»           | 3:22         |
| 5.  | «Vanguard»           | 2:55         |
| 6.  | «Deluge»             | 4:31         |
| 7.  | «Liberation»         | 3:15         |
| 8.  | «Silent Machine»     | 4:19         |
| 9.  | «Rogue»              | 3:52         |
| 10. | «Myth of Progress»   | 3:41         |
| 11. | «Ain't That a Bitch» | 4:43         |
| 12. | «Luna»               | 3:41         |

## Состав
- Ник «Kin» Этик — Вокалист (2008-настоящее время)
- Стив «Stevic» МакКей — Гитарист (2008-настоящее время)
- Деймон МакКиннон — Басист (2008-настоящее время)
- Шейн «Russ» Рассел — Барабанщик (2008-настоящее время)
- Роэн Хэйз — Гитарист, Бэк-вокалист (2012-настоящее время)

Сесионные музыканты:
- Бэн Грейсон (Ben Grayson) — клавишные
- Николас Дженни (Nicholas Jeanney) — гитарное соло на 6ом треке, дабстеп на 4ом.
- Кейт Дроу (Keith Draws) — Иллюстрации
- Джон Калабро и Сэм Люксфорд (John Calabro & Sam Luxford) — графические дизайнеры